# Redondasaurus
A Redondasaurus (jelentése 'Redonda-gyík') a phytosaurusok egyik neme, amely  Észak-Amerikában élt a késő triász időszakban. Neve, melyet Hunt és Lucas alkotott meg 1993-ban, a lelőhelyéül szolgáló Új-Mexikó állambeli Redonda Formációra utal. Két faj tartozik hozzá, az R. gregorii és az R. bermani. Ez a legkésőbbi és egyben a legfejlettebb phytosaurus.
A Redondasaurus egy körülbelül 6,4 méter hosszú és 120,5 centiméter hosszúságú koponyával rendelkező húsevő volt. Az ideje nagy részét valószínűleg a tavakban és folyókban töltötte, halakra, kisebb hüllőkre és talán dinoszauruszokra lesve. A Redondasaurus fogaiban kissé hosszúkás sejtekből álló zománc található.
Egy újabb keletű filogenetikai elemzés szerint a Pseudopalatus, a Mystriosuchus, a Redondasaurus és a Nicrosaurus nemek a pseudopalatinák alcsaládjába tartoznak.

## Popkulturális hatás
A Redondasaurus szerepel az IMAX által készített Dinosaurs Alive! című dokumentumfilmben, amiben látható, ahogy elejt egy Effigiát.

## Ajánlott irodalom
- The Great Rift Valleys of Pangea in Eastern North America. Columbia University Press (2003). ISBN 023112676X
- Palaeogeography, Palaeoclimatology, Palaeoecology. Elsevier [orig. publ.: University of California] (1998)

## Fordítás
- Ez a szócikk részben vagy egészben a Redondasaurus című angol Wikipédia-szócikk ezen változatának fordításán alapul.  Az eredeti cikk szerkesztőit annak laptörténete sorolja fel. Ez a jelzés csupán a megfogalmazás eredetét és a szerzői jogokat jelzi, nem szolgál a cikkben szereplő információk forrásmegjelöléseként.

## Külső hivatkozások
- 'Redondasaurus'. Paleobiology Database. [2012. október 12-i dátummal az eredetiből archiválva]. (Hozzáférés: 2009. július 13.)